# Caspar Otto von Glasenapp
Caspar Otto von Glasenapp (25 de junio de 1664 en Gut Wurchow, distrito de Neustettin - 7 de agosto de 1747 en Berlín) fue un oficial prusiano que alcanzó el rango de Generalfeldmarschall.

## Familia
Glasenapp provenía de la conocida familia noble pomerana de Glasenapp. Su padres fueron Kaspar Otto von Glasenapp (m. 5 de enero de 1664 en Kolberg) y su esposa Ernestina von Zitzewitz. Contrajo matrimonio con Anna Margarete von Zastrow de la casa de Beerwalde el 14 de febrero de 1700 en Koslin. El matrimonio no tuvo hijos. Sus hermanos fueron Paul Casimir, Heinrich Christoph, Paul Wedig, y el Generalmajor Erdmann von Glasenapp.

## Carrera militar
Después de entrar en el Kurfürsten Leibregiment (No. 1) como enseña en 1679, fue promovido en 1687 a teniente segundo. El 9 de septiembre de 1692, Glasenapp fue seleccionado como jefe de Estado Mayor, el 15 de julio de 1695 a capitán y comandante de compañía del Regimiento (ahora llamado "Fusilier-Garde").
Durante la Guerra de Sucesión Española, Glasenapp tomó parte en la lucha en Hungría, en el Rin y en Ducado de Brabante. Glasenapp fue promovido a mayor el 10 de noviembre de 1705, el 6 de diciembre de 1709 a teniente coronel. El 11 de mayo de 1713 se convirtió en coronel y comandante regimental del llamado Regiment Wartensleben zu Fuss. El 17 de octubre de 1723 se convirtió en Generalmajor y Propietario (Inhaber) de su regimiento, el Regiment Glasenapp zu Fuss.
El 10 de febrero de 1729, Glasenapp fue elegido Comandante de Berlín. Continuó implementado los arreglos detallados del rey Federico Guillermo I con el propósito de frenar la mendicidad y promover la limpieza en las calles de Berlín. Su esfuerzos para infundir orden y disciplina fueron respectados en la ciudad. El 12 de mayo de 1732 se convirtió en teniente general, el 1 de diciembre de 1735 gobernador de Berlín, pero permaneció al mismo tiempo como secretario regimental. Glasenapp se convirtió en Prelado del Hohenstift de Cammin en Pomerania el 1 de enero de 1737, general de infantería el 29 de junio de 1740. La elección como Generalfeldmarschall fue seguido por una patente a partir del 4 de junio de 1741. El 21 de julio de 1742 Glasenapp quedó eximido del servicio militar activo, pero permaneció como Gobernador de Berlín y retuvo los "Honores en el ejército como general mariscal de campo de por vida".
Glasenapp fue enterrado en la iglesia de la guarnición de Berlín en 1747.